# Narvacán
Narvacán es un municipio de segunda categoría que se encuentra situada en la provincia de Ilocos Sur en Filipinas.
Situado cerca de la costa occidenta de la isla de Luzón, Narvacán está en un valle rodeado de montañas. Una fértil región con clima tropical templado. Sus cultivos principales son el maíz, algodón, arroz, caña de azúcar y tabaco. Son mayoritariamente católicos. El idioma común es el ilocano.
Según el censo del 2000, tiene 38.435 habitantes en 7.803 hopgares.

## Barangayes
Narvacán está subdividido políticamente en 34 barangayes.
| - Abuor kapasawan - Ambulogan - Aquib - Banglayan - Bantay Abot - Bulanos - Cadacad - Cagayungan - Camarao - Casilagan - Codoog - Dasay | - Dinalaoan - Estancia - Lanipao - Lungog - Margaay - Marozo - Naguneg - Orence - Pantoc - Paratong - Parparia | - Quinarayan - Rivadavia - San Antonio - San Jose - San Pablo - San Pedro - Santa Lucia - Sarmingan - Sucoc - Sulvec - Turod |